# Lijstduwer
Lijstduwer è un termine olandese che sta per ultimo candidato in una lista di partito.
In Suriname, nei Paesi Bassi e in Belgio, questa posizione è spesso presa da noti non politici come artisti, celebrità e sportivi. Sono ufficialmente candidati, ma vengono messi alla fine della lista dei partiti (in una posizione non selezionabile) nel tentativo di attirare più voti per il partito e come segno di approvazione di quello specifico partito. Nelle elezioni locali, le persone comuni che sono ben conosciute nella comunità potrebbero anche fungere da lijstduwer.
Dal momento che questi sistemi elettorali usano la lista proporzionale di liste aperte, i voti espressi sul lijstduwer si sommano al numero totale di voti, e quindi ai seggi per il partito. È improbabile che il candidato diventi membro dell'organo eletto a causa del basso posizionamento sulla lista, e in genere rifiuta la posizione se raccoglie voti di preferenza sufficienti per un seggio completo (che può essere richiesto nel sistema olandese). Possono esserci più di un lijstduwer. Nella definizione più ampia, i candidati che sono più in basso nella lista e quindi il numero di seggi che una parte probabilmente vincerà, sono considerati lijstduwers.
I ben noti politici nazionali possono fungere da lijstduwer nella lista delle elezioni europee e municipali.

## Lijstduwer noti nelle elezioni generali olandesi del 2017
- Partito Popolare per la Libertà e la Democrazia: Maarten van der Weijden[4]
- Partito del Lavoro: Foppe de Haan[5]
- Appello Cristiano Democratico: Wiljan Vloet[6]
- Sinistra Verde: Ineke van Gent
- Forum per la Democrazia: Paul Cliteur